# Robert Garapon
Robert Garapon (* 1921; † 23. Mai 1992) war ein französischer Romanist und Literaturwissenschaftler.

## Leben und Werk
Garapon habilitierte sich 1955 in Paris mit La fantaisie verbale et le comique dans le théâtre français du Moyen Age à la fin du XVIIe siècle (Paris 1957) und (Hrsg.) Pierre Corneille, L'Illusion comique (Paris 1957, 1985). Er lehrte von 1950 bis 1965 an der Universität Caen und ab 1965 an der Sorbonne. Von 1965 bis 1989 war er Generalsekretär der Association Internationale des Etudes Françaises (AIEF), ab 1989 ihr Präsident.

## Weitere Werke
- (Hrsg.) La Bruyère, Les Caractères de Théophrast, Paris 1962
- (Hrsg.) Paul Scarron, Don Japhet d'Arménie, Paris 1967
- Le dernier Molière. Des Fourberies de Scapin au Malade imaginaire, Paris 1977
- „Les Caractères“ de La Bruyère. La Bruyère au travail, Paris 1978
- (Hrsg.) Scarron, Le Roman comique, Paris 1980
- Ronsard, chantre de Marie et d'Hélène, Paris 1981
- Le premier Corneille. De „Mélite“ à „L'Illusion comique“, Paris 1982
- (Hrsg.) Michel Sedaine, Le philosophe sans le savoir, Paris 1990